# Pierre-François Réal
Pour les articles homonymes, voir Real.
Pierre-François, comte Réal, né le 28 mars 1757 à Chatou et mort le 6 mai 1834 à Paris, est un juriste et homme politique français,.
Il est l'auteur de la définition la plus précise de la profession de notaire et du notariat, toujours applicable, dont les caractéristiques et les prérogatives ont été reprises dans la loi du 25 ventôse an XI (16 mars 1803), qui est la charte constitutive du notariat moderne.

## Origine
Il est le troisième fils de François Prix Réal, garde-chasse, et de Marie Rachel Bouchage. De cette union naitront en tout douze enfants.
François Prix Réal fut remarqué par Henri Bertin, Contrôleur général des finances. Ce dernier aida le jeune Pierre-François, après ses études au Collège Sainte-Barbe de Paris, à acquérir une charge de procureur au Châtelet « grâce aux libéralités d'un évêque », ce qui le prépare à une carrière d'homme de loi.

## Un fervent Jacobin sous la Révolution
Très vite, il adhère aux idées de la Révolution. Électeur à la convocation des États généraux (1789), il se lie d'amitié avec l'abbé Sieyès pour lequel il fait campagne. Il joue un rôle aux côtés de Camille Desmoulins, le 12 juillet 1789.
Il appartient à la nouvelle assemblée municipale mise en place le 5 août 1789. Il s'y spécialise dans les problèmes d'approvisionnement, mais avec le retour à l'ordre, il est écarté de l'administration municipale.
Il se fait remarquer au Club des Jacobins où il demande l'abolition de la royauté et s'oppose à Maximilien de Robespierre. Devenu Girondin, il entre, après le 10 août 1792, dans la nouvelle Commune à la section police. Opposé à Maximilien de Robespierre, il est écarté de la Convention pour « brissotisme ».
L'hostilité de Robespierre le rapproche de Joseph Fouché. Le voilà à la Commune de Paris : il est nommé accusateur du tribunal extraordinaire le 17 août 1792, second substitut du procureur général Pierre-Gaspard Chaumette, de la Commune de Paris de décembre 1792 à mars 1794. Ce sont ses débuts de policier.
Dans la lutte qui s'engage entre la Commune de Paris et la Convention nationale, Pierre-François Réal joue un rôle modéré. Il se fait envoyer en mission de subsistance en Seine-inférieure et se spécialise au sein de la Commune de Paris dans l'approvisionnement, qui relève toujours de la police.
La chute des Hébertistes (mars 1794) provoque son arrestation quelques heures avant celle de Georges Danton. Il est emprisonné à la prison du Luxembourg. La chute de Robespierre le 9 thermidor an II (27 juillet 1794) le sauve de l'échafaud. Ce même été 1794 il plaide et sauve la tête de Chastenay-Lanty.
Devenu thermidorien, il publie avec Méhée, le Journal des patriotes de 89 mais peu après il abandonne ce projet éditorial du fait de sa nomination comme Historiographe de la République par le Directoire
Il exerce par ailleurs sa profession d'avocat devant les tribunaux criminels, en particulier dans l'affaire Tort de la Sonde.

## Sous le Directoire
En 1795, journaliste, il publie le Journal de l'opposition. Proche de Joseph Fouché, il participe avec lui à diverses spéculations. Est-ce Joseph Fouché qui l'incite à assurer la défense de Gracchus Babeuf ? En fait, c'est surtout avec Paul Barras que collabore Réal. Ministre de la Police, Sotin lui confie le dépouillement de la correspondance contre-révolutionnaire saisie dans les fourgons du général autrichien Klinglin par le général Moreau et que celui-ci s'est enfin décidé à envoyer à Paris. Les preuves de la collusion de Jean-Charles Pichegru et du prince de Condé y figurent comme dans le portefeuille de Louis-Alexandre de Launay, comte d'Antraigues, dont Napoléon Bonaparte s'est emparé en Italie. Le coup d'État du 18 fructidor, mené par Paul Barras, y trouve sa justification. En récompense des services rendus, Pierre-François Réal est nommé commissaire du Directoire près du département de la Seine. Il est en quelque sorte le préfet avant la lettre du département et a autorité sur le Bureau central chargé de la police, position clef à la veille du 18 brumaire. Lié à Joséphine de Beauharnais, Pierre-François Réal se met au service de Bonaparte. C'est lui qui rapproche le jeune général et Joseph Fouché. Pierre-François Réal et Joseph Fouché qui, à eux deux, concentrent toute la police dans leurs mains, ont été les principaux acteurs du coup d'État du 18 brumaire an VIII (9 novembre 1799). Devenu conseiller d'État, Pierre-François Réal recommande Louis-Nicolas Dubois pour le poste de préfet de police nouvellement créé. Il soutient Joseph Fouché lors de l'attentat de la rue Saint-Nicaise : il insiste sur la possibilité d'un attentat jacobin.

## Sous le Consulat
Pourquoi n'a-t-on pas songé à lui pour remplacer Joseph Fouché en 1802 au ministère de la Police générale ?[réf. nécessaire] Son passé de jacobin l'a desservi, mais surtout Bonaparte a souhaité ménager la susceptibilité de son ministre en ne lui donnant pas de remplaçant. Pierre-François Réal ne demande rien et manque le coche. Il montre pourtant des qualités de policier en 1804 lors de la découverte de la conjuration de Georges Cadoudal. Simple chargé de l'instruction et de la suite de toutes les affaires relatives à la tranquillité et à la sûreté intérieure de la République, il se comporte en ministre de la Police générale. Il n'est pas inférieur à Fouché lors de la conduite de l'enquête où préfets et gendarmes sont à ses ordres, mais la mort mystérieuse de Pichegru et les conditions dans lesquelles a été exécuté le duc d'Enghien ont terni sa réputation. Lorsque le ministre de la Police générale est rétabli, Réal a dû se contenter de la direction de l'un des arrondissements de police, sous l'autorité de Joseph Fouché. Selon son biographe, Louis Bigard, il avait pourtant préparé un plan pour la réorganisation du ministère que Fouché s'appropria sans scrupules. En raison de l'importance de son arrondissement, il fait toutefois figure de vice-ministre.

## Sous le Premier Empire
Conseiller d'État à vie, comte d'Empire, il reste en place sous Savary qui le supplante pour la succession de Fouché. En 1814, il suit le gouvernement impérial à Blois et ne revient à Paris que le 12 avril. Il est écarté du Conseil d'État par la Première Restauration et se trouve sans ressources. Au retour de Napoléon Ier en mars 1815, il pourrait espérer — enfin — être ministre de la Police générale, Fouché est avant lui aux Tuileries et reçoit le porte-feuille convoité par Pierre-François Réal. Ce dernier sera préfet de police (1815), poste subalterne qui récompense mal sa fidélité.

## L'exil américain
Après la défaite de Waterloo, Réal se rend en Belgique puis aux États-Unis en août 1816 accompagné de son neveu de Bussy et de l'astronome Pichon. Il acquiert une propriété à Cape Vincent (New York). Soutenu par La Fayette, il obtient une amnistie royale et regagne la France en 1827 où il termine ses jours en étudiant la chimie avec son secrétaire Pichon. Après la Révolution de 1830, il publie anonymement ses Indiscrétions, 1798-1830 : souvenirs anecdotiques et politiques tirés du portefeuille d’un fonctionnaire de l'Empire. À sa mort, il reçoit les honneurs militaires au cimetière du Père-Lachaise.

## Publications
- Essai sur les journées des treize et quatorze Vendémiaire, Paris, Louvet, 1795, 93 p., in-8º (lire en ligne sur Gallica)
- Indiscrétions : souvenirs anecdotiques et politiques tirés du portefeuille d'un fonctionnaire de l'Empire (mis en ordre par Musnier-Desclozeaux), Paris, 1835, 2 vol.  in-8º.